# Ingrid Schulerud
Ingrid Schulerud, née le 8 juillet 1959 à Oslo, est une diplomate et politologue norvégienne.

## Biographie

### Famille
Ingrid Schulerud est la fille de l’auteur Mentz Schulerud et la nièce de l’actrice et écrivaine Anne-Catharina Vestly,.

### Formation
Ingrid Schulerud étudie à l’École de la cathédrale d'Oslo, où elle rencontre à 17 ans son futur mari, Jens Stoltenberg. Elle le bat lors de l'élection du représentant de l'Union nationale des étudiants, sous la bannière du Parti socialiste de gauche.

### Carrière diplomatique
Ingrid Schulerud est engagée par le ministère du développement international pour étudier l'impact environnemental des projets de la Banque mondiale. Elle interromps donc son master en cours et suit la formation de base du ministère des affaires étrangères[Quoi ?], qu'elle termine en 1988.
En 1990, alors qu'elle était en poste à l'ambassade de Norvège en Hongrie, son mari est nommé secrétaire d'État au Ministère de l'environnement, ce qui l'oblige à rentrer en Norvège. Par la suite, elle occupe différents postes au sein du ministère, principalement relatif aux Pays Baltes et à l'Europe centrale.
Entre 2015 et 2019, elle est ambassadrice en Belgique,.

## Distinctions
- 2016 : Dame grand croix de l'ordre royal norvégien du Mérite[5]
- 2019 : Dame Grand Croix de l'ordre de la Couronne[6]